# HAL HTT-40
Hindustan Turbo Trainer-40 (HTT-40) je indický turbovrtulový celokovový cvičný letoun vyvíjený státní společností Hindustan Aeronautics Limited (HAL) jako náhrada za cvičné letouny HAL HPT-32 Deepak. Sloužit má k základnímu výcviku pilotů indického letectva. Bude jej možné vyzbrojit.

## Historie

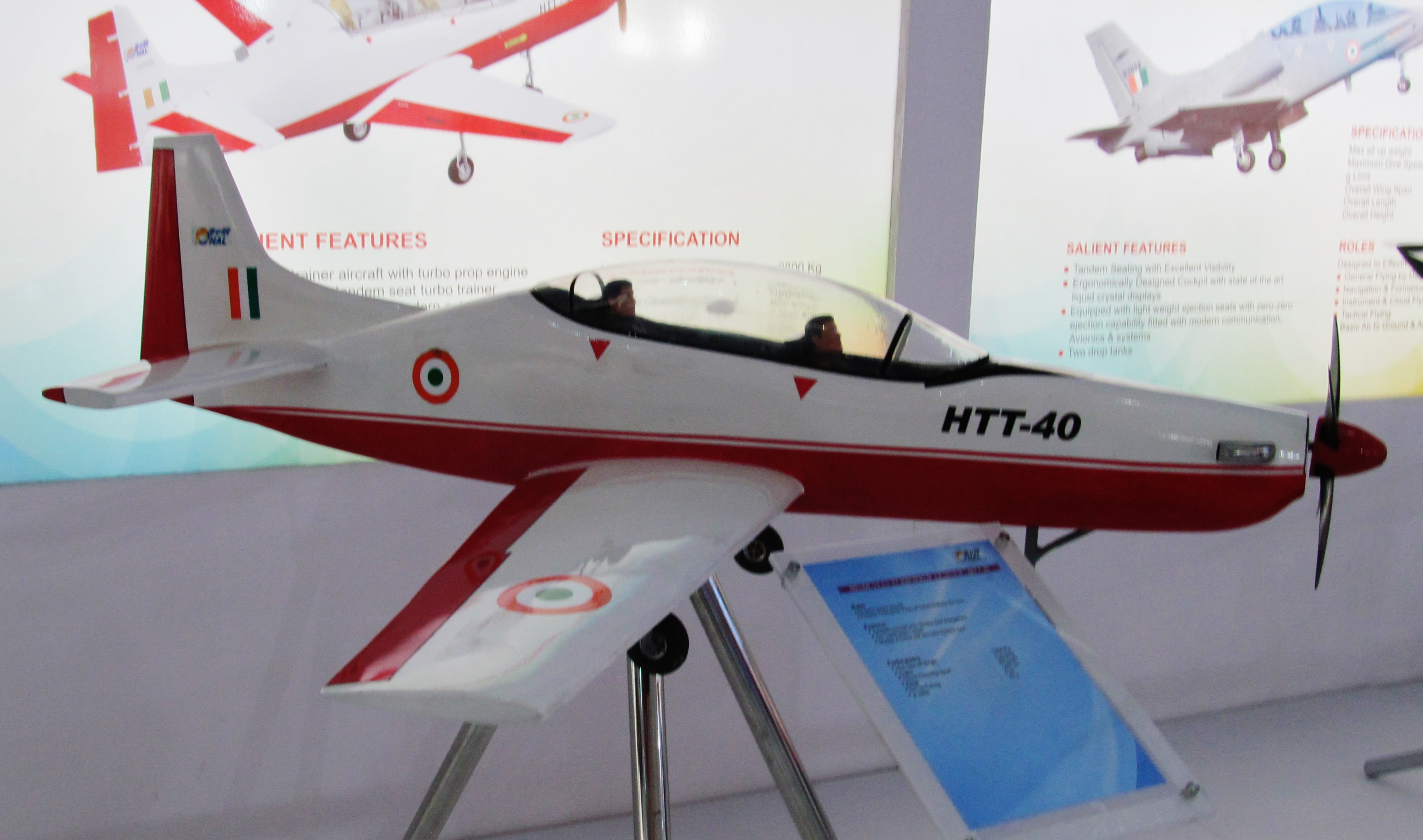
Model HTT-40

Indický letecký výrobce HAL zahájil vývoj turbovrtulového základního cvičného letounu HTT-40 jako náhradu za HAL HPT-32 Deepak. Kvůli výrazným zdržením ve vývoji indické letectvo v rámci urgentní potřeby objednalo 75 strojů Pilatus PC-7 Mk.II, které následně HTT-40 doplní. Stavba prvního prototypu byla zahájena v květnu 2015. Postaveny byly dva prototypy. Slavnostní roll-out prvního prototypu proběhl 2. února 2016, poté následovala série pozemních testů. Pojížděcí zkoušky byly ukončeny v březnu 2016, po nichž byly zahájeny rolovací zkoušky při vysokých rychlostech. První let prototypu provedl testovací šéfpilot C. Subramaniam 31. května 2016.
V srpnu 2020 indické ministerstvo obrany schválilo plán, dle kterého bude po udělení certifikace letounu HTT-40 objednáno 70 strojů tohoto typu. Celkem je pro indické letectvo plánováno zakoupení až 106 letounů. Zahájení sériové výroby je plánováno na rok 2020.

## Konstrukce
Letoun má celokovovou konstrukci s použitím menšího množství plastových dílů. Křídlo lichoběžníkového tvaru má dva nosníky a je vybaveno vztlakovými klapkami a křidélky. Trup poloskořepinové kovové konstrukce, s některými krycími panely z plastů. Je vybaven příďovým zatahovacím podvozkem. Dvoumístný kokpit v tandemovém uspořádání je přetlakový a klimatizovaný. Posádka sedí na vystřelovacích sedadlech Martin-Baker Mk.16A. Pohání jej turbovrtulový motor Honeywell Garret TPE331-12B o výkonu 820 kW se čtyřlistou vrtulí. Pohonná jednotka je vybavena digitálním ovládáním (FADEC).

## Specifikace (HAL HTT-40)

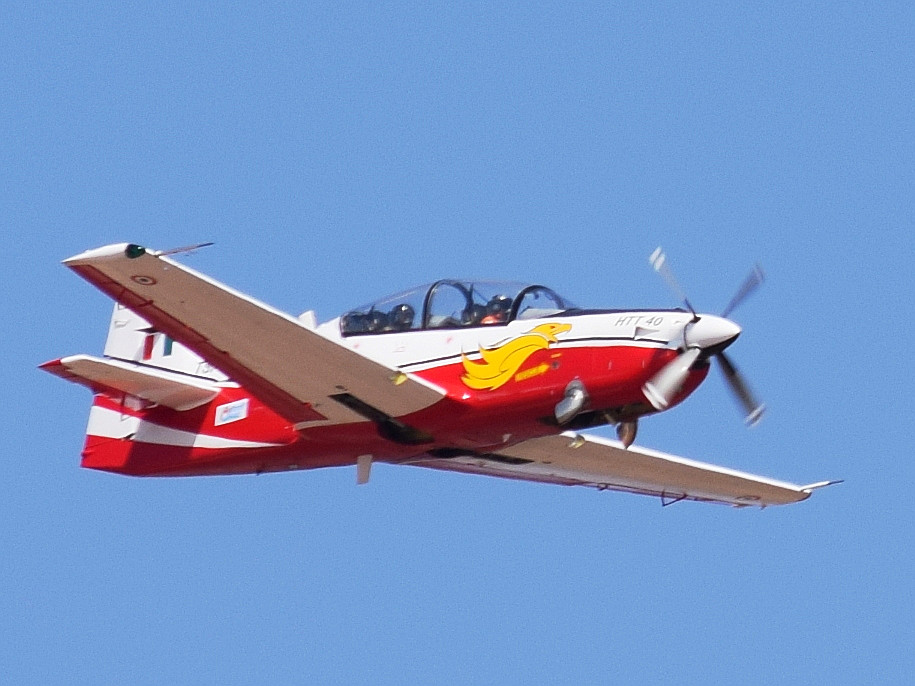
Letová ukázka HTT-40 na veletrhu AeroIndia

### Technické údaje
- Osádka: 2
- Délka: 10,11 m
- Rozpětí: 11,00 m
- Výška: 3,67 m
- Nosná plocha : 17,24 m²
- Hmotnost prázdného stroje:
- Vzletová hmotnost: 2803 kg
- Užitečné zatížení:
- Maximální vzletová hmotnost: 2800 kg[1]
- Pohonná jednotka: 1× turbovrtulový motor Honeywell Garret TPE331-12B
  - Výkon: 1100 hp (820 kW)

### Výkony
- Maximální rychlost: 450 km/h[1]
- Maximální povolená rychlost: 600 km/h
- Přistávací rychlost: 135 km/h
- Dolet: 1000 km[2]
- Dostup: 6000 m[2]